# Asclepias ageratoides
Asclepias ageratoides là một loài thực vật có hoa trong họ La bố ma. Loài này được M.A.Curtis mô tả khoa học đầu tiên năm 1849.